# Бачурин, Владимир Павлович
Влади́мир Па́влович Бачу́рин (весна 1928 — 30 сентября 1942) — юный разведчик в годы Великой Отечественной войны.
Родился в селе Волово, ныне Липецкой области. Летом 1942 года во время боёв на территории Воловского района, вместе со своим ровесником Николаем Пикаловым, вступил в ряды стрелкового полка Красной Армии, занимались разведкой в расположении врага.
Хорошо зная местность, они дважды переходили линию фронта, добирались до Волово и других сёл района, в которых находились немцы, приносил сведения о передвижениях и расположении частей вермахта. Дважды, благодаря разведданным Владимира Бачурина, советская артиллерия точно наносила удары по важным объектам противника.
Когда Бачурин и Николай Пикалов в очередной раз переходил линию фронта, их арестовали нацисты. После нескольких часов допроса они были расстреляны.

## Память

Мемориальная доска, посвящённая Володе Бачурину (адрес: г. Липецк, ул. Бачурина, 1)

На родине героя в селе Волово Липецкой области рядом со школой Бачурину установлен памятник, а на доме, где он жил, мемориальная доска: «В этом доме родился и жил отважный пионер-разведчик Володя Бачурин. Погиб в 1942 году».
18 ноября 1966 года Полярная улица в Липецке была переименована в улицу Бачурина. На домах № 1 и 17 (в начале и конце улицы) установлены мемориальные доски в честь Володи Бачурина.
В селе Волово улица Пионерская, на которой жил Бачурин, была переименована в улицу Володи Бачурина.